# Kamil Gradek
Kamil Gradek (Koziegłowy, 17 september 1990) is een Pools wielrenner.

## Overwinningen
2011
 Pools kampioen tijdrijden, Beloften
2012
 Pools kampioen tijdrijden, Beloften
2013
 Pools kampioen koppeltijdrit, Elite (met Paweł Bernas)
2014
Memorial Andrzeja Trochanowskiego
2e etappe Koers van de Olympische Solidariteit
3e etappe Ronde van China I
Eindklassement Ronde van China I
2017
1e etappe Ronde van Midden-Nederland (ploegentijdrit)
Eindklassement Ronde van Midden-Nederland
2020
 Pools kampioenschap tijdrijden

## Resultaten in voornaamste wedstrijden
| Jaar | Ronde van Italië | Ronde van Frankrijk | Ronde van Spanje |
| ---- | ---------------- | ------------------- | ---------------- |
| 2019 | 129e             |                     |                  |
| 2020 | 104e             |                     |                  |
| 2021 |                  |                     |                  |
| 2022 |                  | 118e                |                  |
| 2023 |                  |                     | 130e             |
| 2024 |                  |                     | 133e             |
| 2025 |                  | 155e                |                  |

| Jaar | Milaan-San Remo | Gent-Wevelgem | Ronde van Vlaanderen | Parijs-Roubaix | Strade Bianche |
| ---- | --------------- | ------------- | -------------------- | -------------- | -------------- |
| 2019 |                 |               | opgave               | opgave         |                |
| 2020 |                 |               |                      |                |                |
| 2021 |                 |               |                      |                | opgave         |
| 2022 |                 | opgave        |                      |                |                |
| 2023 |                 | opgave        | opgave               | opgave         |                |
| 2024 |                 | opgave        | opgave               | 41e            |                |
| 2025 | 123e            | 90e           | 99e                  | opgave         |                |

## Ploegen
- 2013 –  BDC-Marcpol Team
- 2014 –  BDC Marcpol
- 2015 –  ActiveJet Team
- 2016 –  Verva ActiveJet Pro Cycling Team
- 2017 –  ONE Pro Cycling (vanaf 8 maart)
- 2018 –  CCC Sprandi Polkowice
- 2019 –  CCC Team
- 2020 –  CCC Team
- 2021 –  Vini Zabù-KTM
- 2022 –  Bahrain-Victorious
- 2023 –  Bahrain Victorious
- 2024 –  Bahrain Victorious
- 2025 –  Bahrain Victorious

Bernas · Bodnar · Brylowski · Dąbkowski · Ezquerra · Franczak · González · Gradek · Mickiewicz · Muntaner · Owsian · Podlaski
Aniołkowski · A.Banaszek · N.Banaszek · Bernas · Bodnar · Charucki · Cieślik · Franczak · Gradek · Hník · Koch · Podlaski · Polnický · Simón · Stachowiak · Staniszewski
Antunes · Banaszek · Bernas · Brożyna · Cieślik · Franczak · Gradek · Koch · Kump · Kurek · Małecki · Owsian · Paluta · Pluciński · Sajnok · Schlegel · Sisr · Stosz · Taciak · Tratnik
Antunes · Barta · Bernas · Bevin · Černý · ten Dam · De Marchi · Geschke · Gradek · Koch · Mareczko · Owsian · de la Parte · Pauwels · Rosskopf · Sajnok · Schär · Van Avermaet  · Van Hoecke · Van Hooydonck · Van Keirsbulck · Ventoso · Wiśniowski · Zoidl
Barta · Bevin · Černý · De la Parte · De Marchi · Geschke · Gradek · Hirt · Koch · Kotsjetkov · Mareczko · Masnada · Małecki · Paluta · Pauwels · Rosskopf · Sajnok · Schär · Trentin · Valter · Van Avermaet  · Van Hoecke · Van Hooydonck · Van Keirsbulck · Ventoso · Wiśniowski · Zakarin · Zimmermann
Bartolozzi · Bertazzo · M. Bevilacqua · S. Bevilacqua · De Bonis · Di Renzo · Frapporti · González · Gradek · Iacchi · Mareczko · Orrico · Pearson · Petelin · Schneiter · Stacchiotti · Stojnić · Tortomasi · van Elzakker · van Empel · Zardini · Ferri (stagiair) · Masotto (stagiair) · Tosin (stagiair)
Arashiro · Bauhaus · Bilbao · Buitrago · Caruso · Colbrelli · Feng · Govekar (vanaf 1/6) · Gradek · Haig · Haussler · Landa · Maciejuk · Madan · Mäder · Milan· Mohorič · Novak · Osorio (tot 31/3) · Pernsteiner · Poels · Price-Pejtersen · Sánchez · Sütterlin · Teuns (tot 4/8) · Tratnik · Williams · Wright · Zambanini · Miholjević (stagiair)
Arashiro · Arndt · Bauhaus · Bilbao · Buitrago · Buratti (vanaf 12/4) · Caruso · Govekar · Gradek · Haig · Haussler (tot 7/4) · Kepplinger · Landa · Maciejuk · Madan · Mäder (overleden 16/7) · Miholjević · Milan· Mohorič · Pasqualon · Pernsteiner · Poels · Price-Pejtersen · Rajović · Scott · Sütterlin · Tiberi (vanaf 1/6) · Tu · Wright · Zambanini
Arashiro · Arndt · Bauhaus · Bilbao · Bruttomesso · Buitrago · Buratti · Caruso · Govekar · Gradek · Haig · Kepplinger · Madan · Miholjević · Mohorič · Pasqualon · Pickering · Poels · Price-Pejtersen · Rajović · Scott · Stannard (vanaf 19/8) · Sütterlin · Tiberi · Træen · Tu · Wiśniowski (vanaf 1/3) · Wright · Zambanini · Skerl (stagiair) · van der Meulen (stagiair) · Van Mechelen (stagiair)
Arndt · Bauhaus · Bilbao · Bruttomesso · Buitrago · Buratti · Caruso · Ermakov · Eržen · Eulálio · Govekar · Gradek · Haig · Kepplinger · Martinez · Miholjević · Mohorič · Paasschens · Pasqualon · Pickering · Skerl · Stannard · Stockwell · Tiberi · Træen · Tu · van der Meulen · Van Mechelen · Wright · Zambanini